# La Torre de l'Hereu
La Torre de l'Hereu és una obra de Serinyà (Pla de l'Estany) declarada Bé Cultural d'Interès Nacional.

## Descripció
Torre de planta quadrada de tres pisos amb teulada a dues vessants, emplaçada sobre un aflorament rocós. Construida amb carreus de pedra, els de la planta baixa semblen més antics que els de les plantes superiors, degut probablement a posteriors reconstruccions. A la cara sud es conserva encara una espitllera. Té una masia adosada, de planta rectangular i coberta a dues aigües, també de tres plantes, amb elements arquitectònics poc significatius. La porta d'entrada, amb llinda i impostes reutilitzades, de pedra sorrenca, està situada a la façana sud.